# Municipio de Nebo (Carolina del Norte)
El municipio de Nebo (en inglés: Nebo Township) es un municipio ubicado en el  condado de McDowell en el estado estadounidense de Carolina del Norte. En el año 2010 tenía una población de 3.652 habitantes.

## Geografía
El municipio de Nebo se encuentra ubicado en las coordenadas 35°43′19.45″N 81°56′36.38″O / 35.7220694, -81.9434389.